# Steirischer Verkehrsverbund

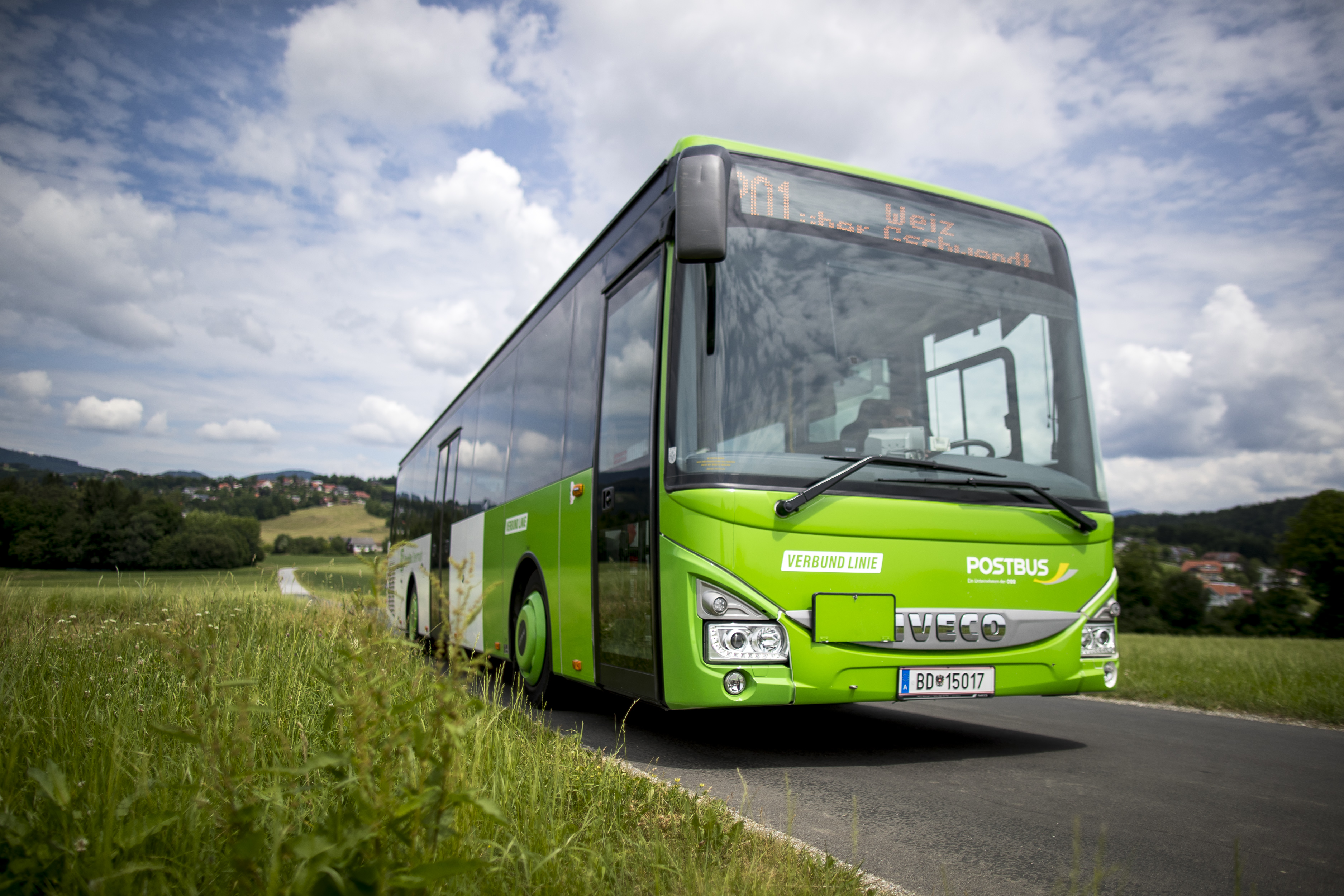
Bus der Österreichischen Postbus AG im RegioBus-Design

Der Verkehrsverbund Steiermark (Markenname Verbund Linie) wurde am 28. Februar 1994 durch die steirische Landesregierung ins Leben gerufen. Ziel war es in der ersten Ausbaustufe („Verkehrsverbund Großraum Graz“), vor allem die Pendler in die Landeshauptstadt Graz mit einem flächendeckenden Liniennetz von öffentlichen Verkehrsmitteln zu einem einheitlichen Tarif zu versorgen. Mit den so aufeinander abgestimmten Fahrplänen und dem einheitlichen Verbundtarif wurde zunächst der Großraum Graz (vor allem die Ost-, West- und Südsteiermark) erreicht.
Drei Jahre später, am 1. März 1997 wurde der Verkehrsverbund auf die gesamte Steiermark ausgeweitet. Er fasst derzeit 37 Verkehrsunternehmen mit etwa 500 Verbundlinien zusammen. 
Folgende Verkehrsunternehmen gehören dem Verkehrsverbund Steiermark an:
- ÖBB Personenverkehr AG (ÖBB)
- Österreichische Postbus AG (Postbus)Straßenbahn (Cityrunner) im Verbundlinie-Design
- Graz Linien
- Dr. Richard

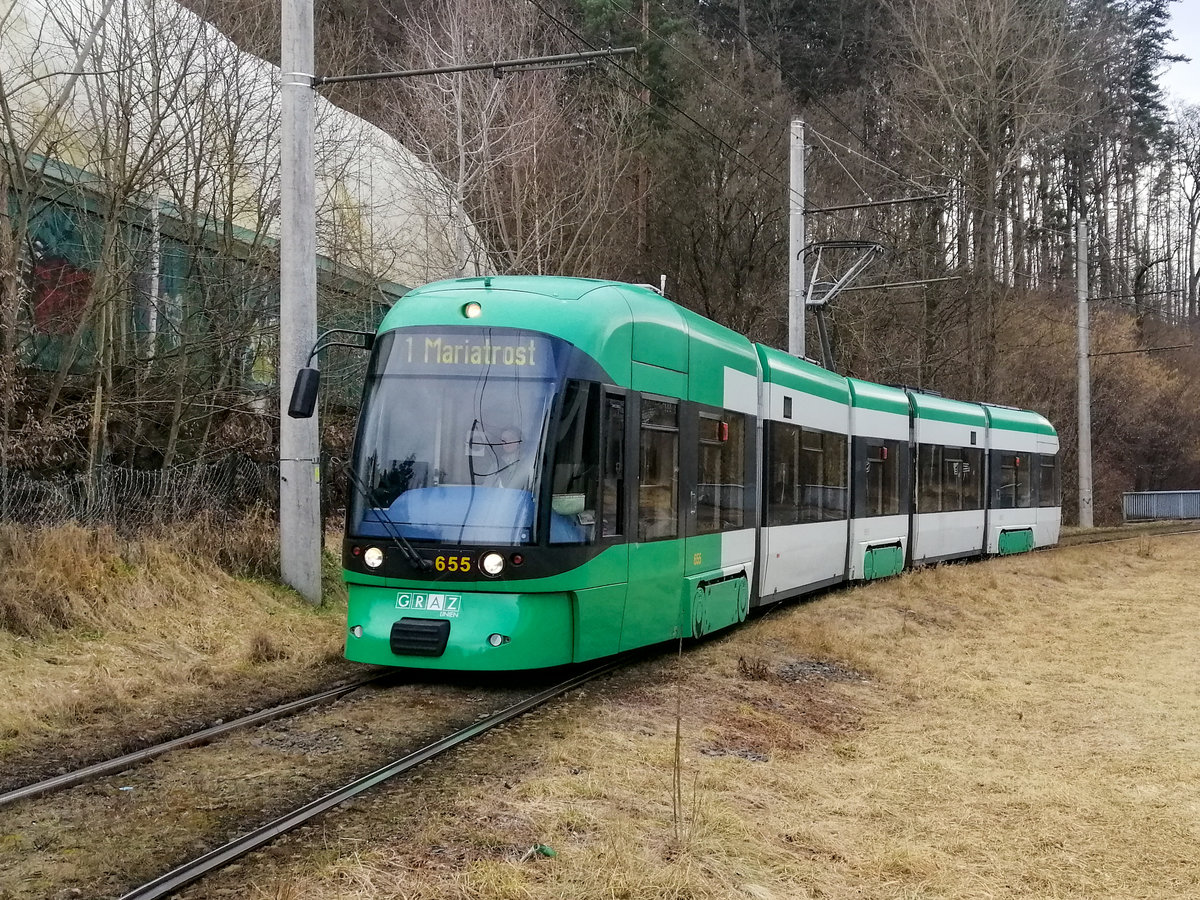
Straßenbahn (Cityrunner) im Verbundlinie-Design

- Graz-Köflacher Bahn und Busbetrieb GmbH (GKB)
- Mürztaler Verkehrs Gesellschaft (MVG)
- Stadtwerke Leoben – Verkehrsbetriebe (STWL)
- Steiermarkbahn und Bus GmbH (STB)
- Niederösterreichische Verkehrsorganisationsgesellschaft (NÖVOG)
- die meisten privaten Busunternehmer mit Linienbetrieb (Gruber, Retter, Ramsauer Verkehrsbetriebe, Planai-Hochwurzen-Bahnen usw.)

Bahnnetz der Steiermark mit S-Bahnlinien, Regional- und Fernverkehr

Seit 2003 stand vor allem der Ausbau des digitalen Informationsangebots im Mittelpunkt, darunter die Online-Abfrage aller Verbund-Fahrpläne, die Routenplanung („BusBahnBim“) von Adresse zu Adresse. Als zentrale, unternehmensübergreifende Anlaufstelle für alle Fragen zur Mobilität steht das nunmehrige ServiceCenter der Verbund Linie (zuvor „Mobil Zentral“) in der Jakoministraße 1 zur Verfügung – unter einem Dach mit dem Mobilitäts- und Vertriebscenter der Graz Linien. Der steirische Öffi-Routenplaner „BusBahnBim“ (Web und App) ist mittlerweile Teil der Verkehrsauskunft Österreich (VAO), in der die Fahrpläne aller öffentlichen Verkehrsmittel in ganz Österreich intermodal abrufbar sind.
Der Verkehrsverbund Steiermark ist Mitglied bei Mobilitätsverbünde Österreich, dem Zusammenschluss der sieben regionalen österreichischen Verkehrsverbünde, die gemeinsam für die Umsetzung und laufende Optimierung des öffentlichen Verkehrsnetzes sowie Mobilitätslösungen in ganz Österreich sorgen.

## RegioBus Steiermark
Mit der Region Thermenland im Juli 2017 startete der schrittweise Ausbaues des RegioBus-Netzes in der Steiermark. Ziel ist es, dass die Regionen abseits der Bahn nach und nach eine ähnliche Angebotsqualität wie die S-Bahn-Strecken erhalten sollen. Seit Juli 2024 ist mit der Inbetriebnahme der Region Südsteiermark die Steiermark flächendeckend mit dem RegioBus-Konzept versorgt.
Alle neuen RegioBus-Fahrzeuge sind bereits für neue Informationstechnologien vorbereitet und ermöglichen damit Fahrplanauskünfte in Echtzeit und künftig auch die Sicherung von Anschlüssen. Die entsprechende Implementierung des „Echtzeitdatengesamtsystems“ befindet sich in Ausrollung.